# Uuemõisa (Pöide)
Uuemõisa – wieś w Estonii, w prowincji Sarema, w gminie Pöide.